# Stefano Migliorati
Stefano Migliorati (Calvisano, 8 dicembre 1994) è un mezzofondista italiano.

## Biografia
Inizia a fare atletica nel 2011 e si distingue come ottocentista sin dalle categorie giovanili. Nel 2013, in particolare, ottiene un argento ai campionati italiani juniores e viene selezionato per far parte della delegazione azzurra ai campionati europei U20 di Rieti, dove accede alla finale classificandosi ottavo. Nelle annate under 23 colleziona altri due podi ai campionati italiani di categoria di Rieti 2015 e Bressanone 2016.
Nel 2017 è campione italiano assoluto degli 800 metri, vincendo la finale del doppio giro in 1'49"85 ai campionati italiani di Trieste.
Contemporaneamente all'impegno sportivo, si è laureato in Marketing negli Stati Uniti presso la East Carolina University. 

## Palmarès
| Anno | Manifestazione | Sede  | Evento      | Risultato | Prestazione | Note |
| ---- | -------------- | ----- | ----------- | --------- | ----------- | ---- |
| 2013 | Europei U20    | Rieti | 800 m piani | Finale    | 1'53"46     |      |

## Campionati nazionali
- 1 volta campione nazionale assoluto 800 m piani (2017)

2013
- Argento ai campionati italiani juniores (Rieti), 800 m piani - 1'54"19

2015
- Bronzo ai campionati italiani promesse (Rieti), 800 m piani - 1'50"06

2016
- Argento ai campionati italiani promesse (Bressanone), 800 m piani - 1'49"94

2017
- Oro ai campionati italiani assoluti (Trieste), 800 m piani - 1'49"85

2020
- Argento ai campionati italiani assoluti (Padova), 800 m piani - 1'48"54